# Architecture grecque
 (juillet 2024).
Si vous disposez d'ouvrages ou d'articles de référence ou si vous connaissez des sites web de qualité traitant du thème abordé ici, merci de compléter l'article en donnant les références utiles à sa vérifiabilité et en les liant à la section « Notes et références ».
Après la chute de Constantinople et la migration grecque durant la diaspora, l’architecture grecque s'est principalement concentrée sur les églises orthodoxes de la diaspora. Ces églises, ainsi que les autres centres intellectuels construits par les Grecs (fondations, écoles, etc.), étaient utilisés comme lieu de rencontre. Le style architectural de ces bâtiments fut fortement influencé par l’architecture d'Europe occidentale.

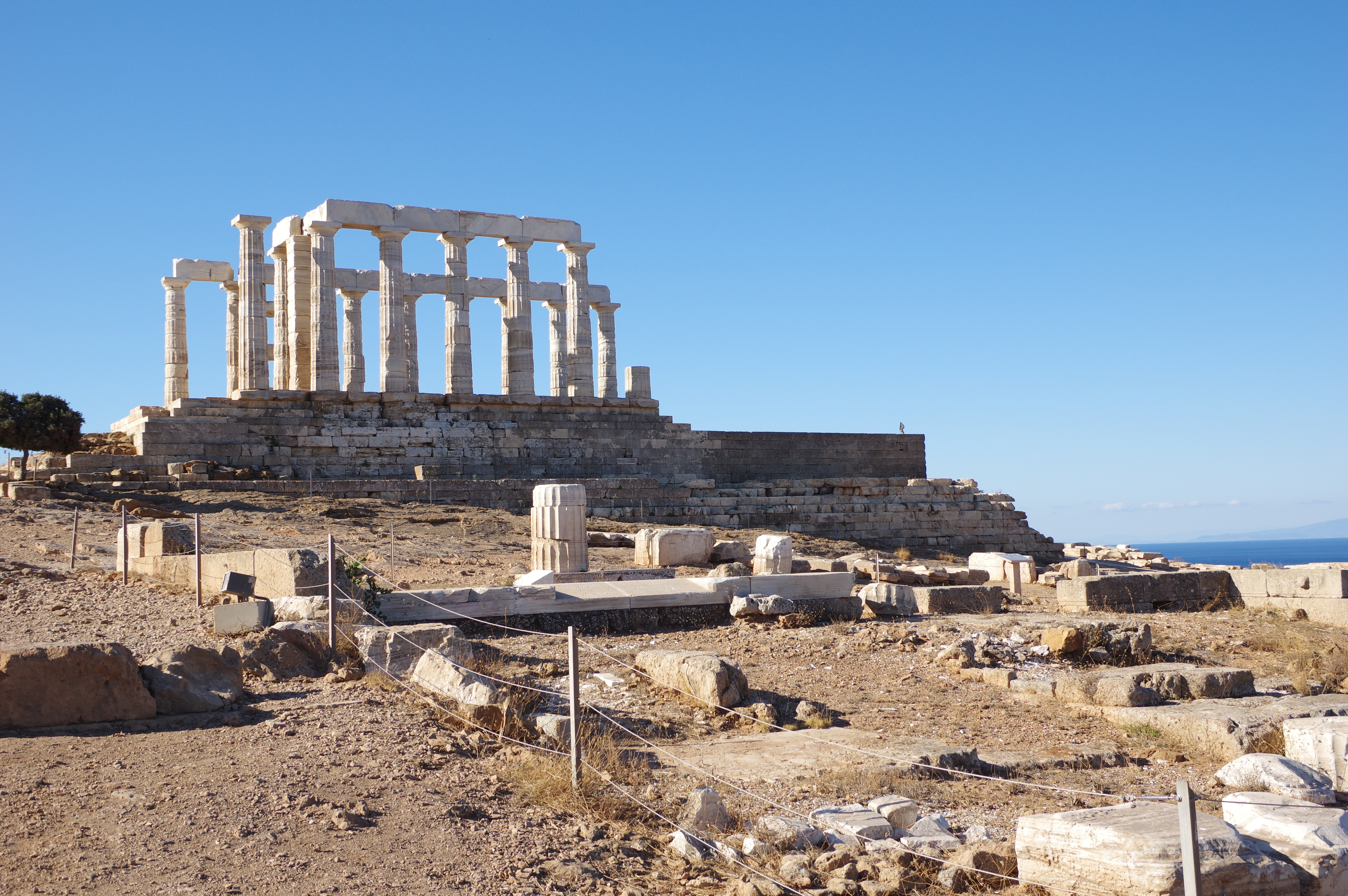
Greece_Cape_Sounion_BW_2017-10-09_10-00-54

Après la guerre d'indépendance grecque et la création de l’État grec moderne, l'architecture grecque moderne essaye de combiner l'architecture grecque traditionnelle aux mouvements et styles d'Europe de l'ouest. Ainsi, l'architecture du XIXe siècle d'Athènes et des autres villes du royaume de Grèce fut influencée par l'architecture néoclassique, notamment Theophil Hansen, Ernst Ziller et Stamatios Kleanthis. L'architecture grecque est caractérisée par les constructions des temples, les frontons, les colonnes, etc.

## Antiquité

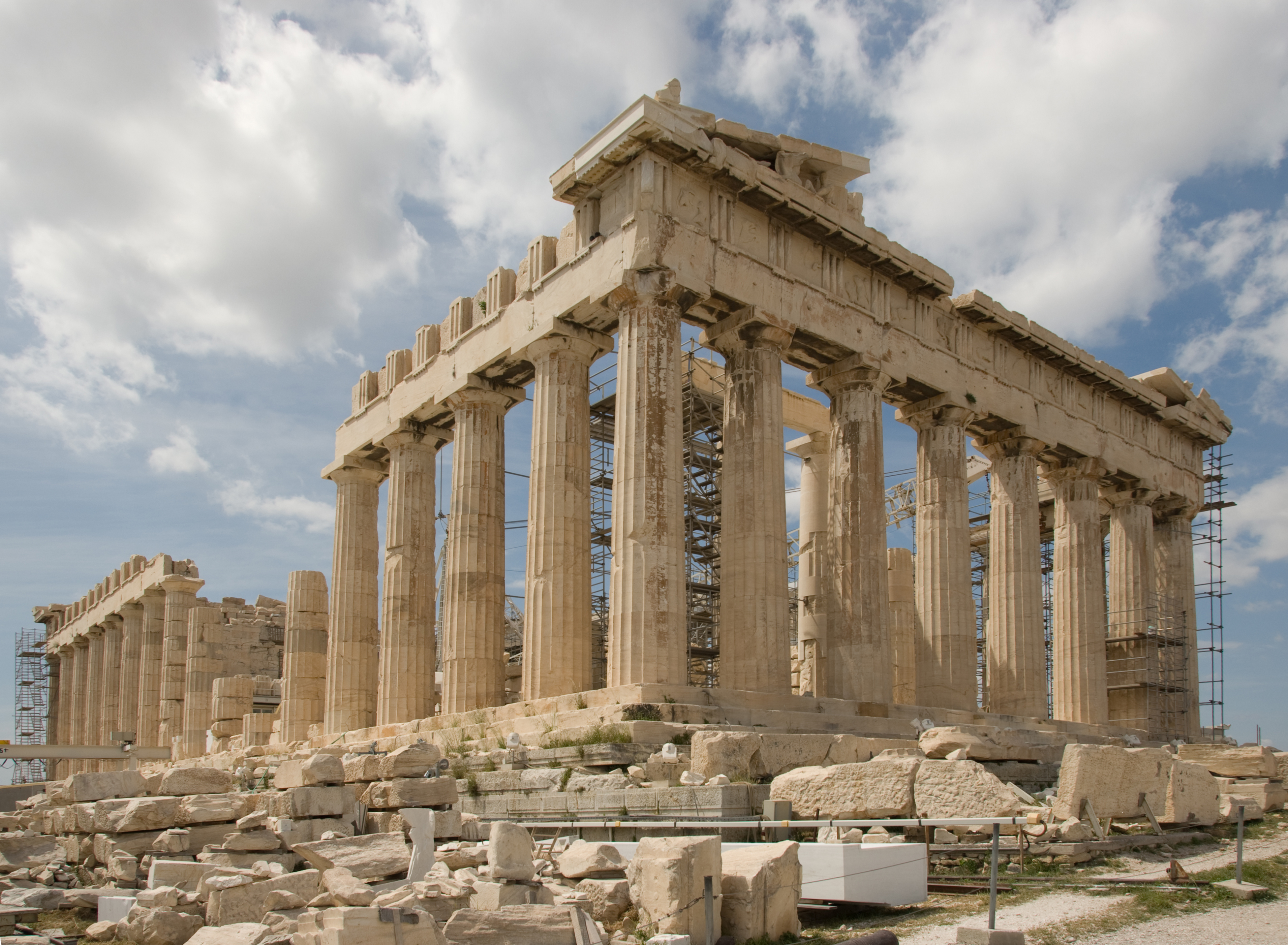
Le Parthénon.

L’architecture de la Grèce antique a exercé une influence considérable dans l'histoire de l'art occidental. Elle est principalement connue par ses temples et ses théâtres.

## Néoclassicisme

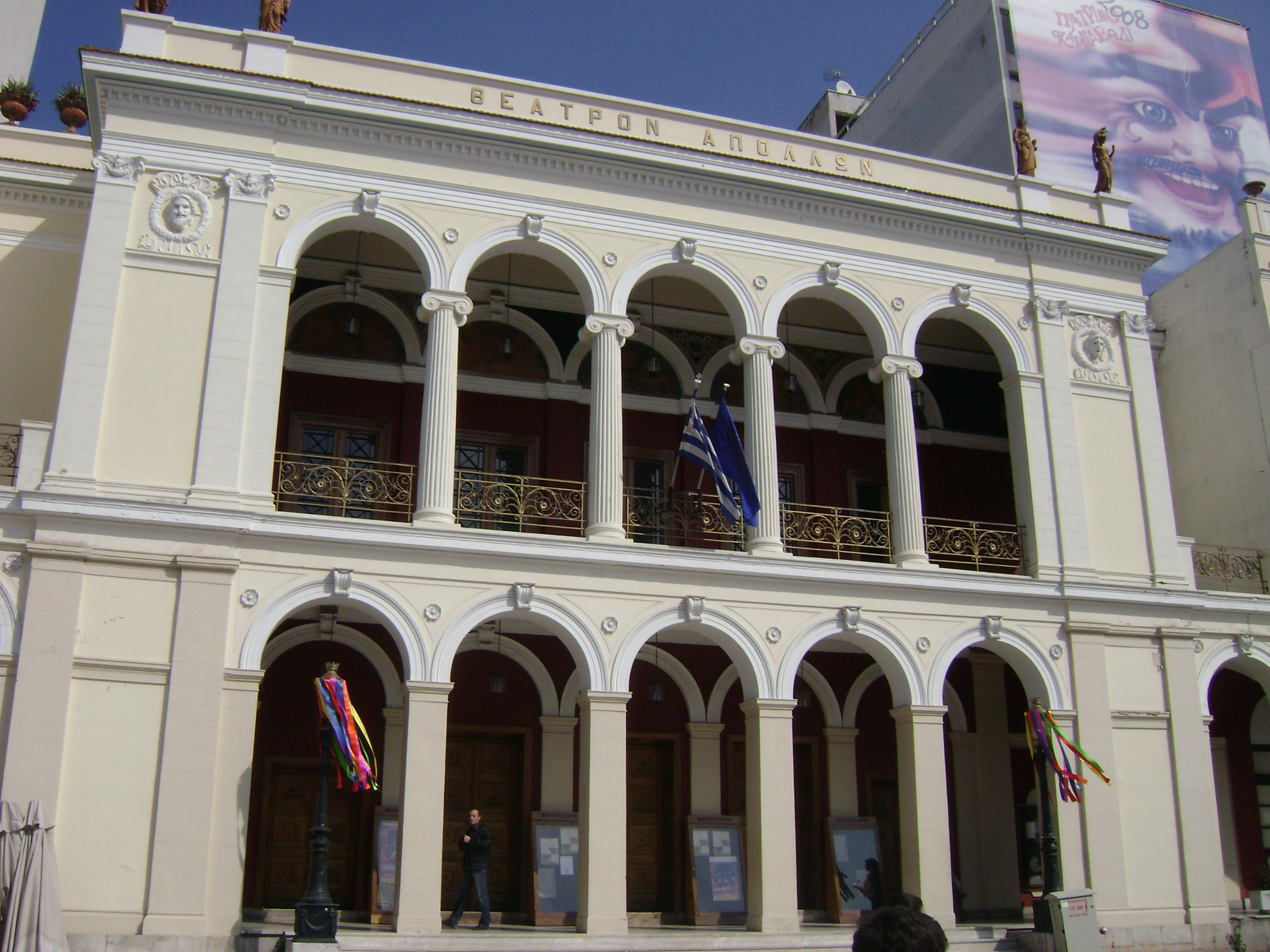
Le théâtre d'Apollon  de Patras, dessiné par Ernst Ziller (1872).
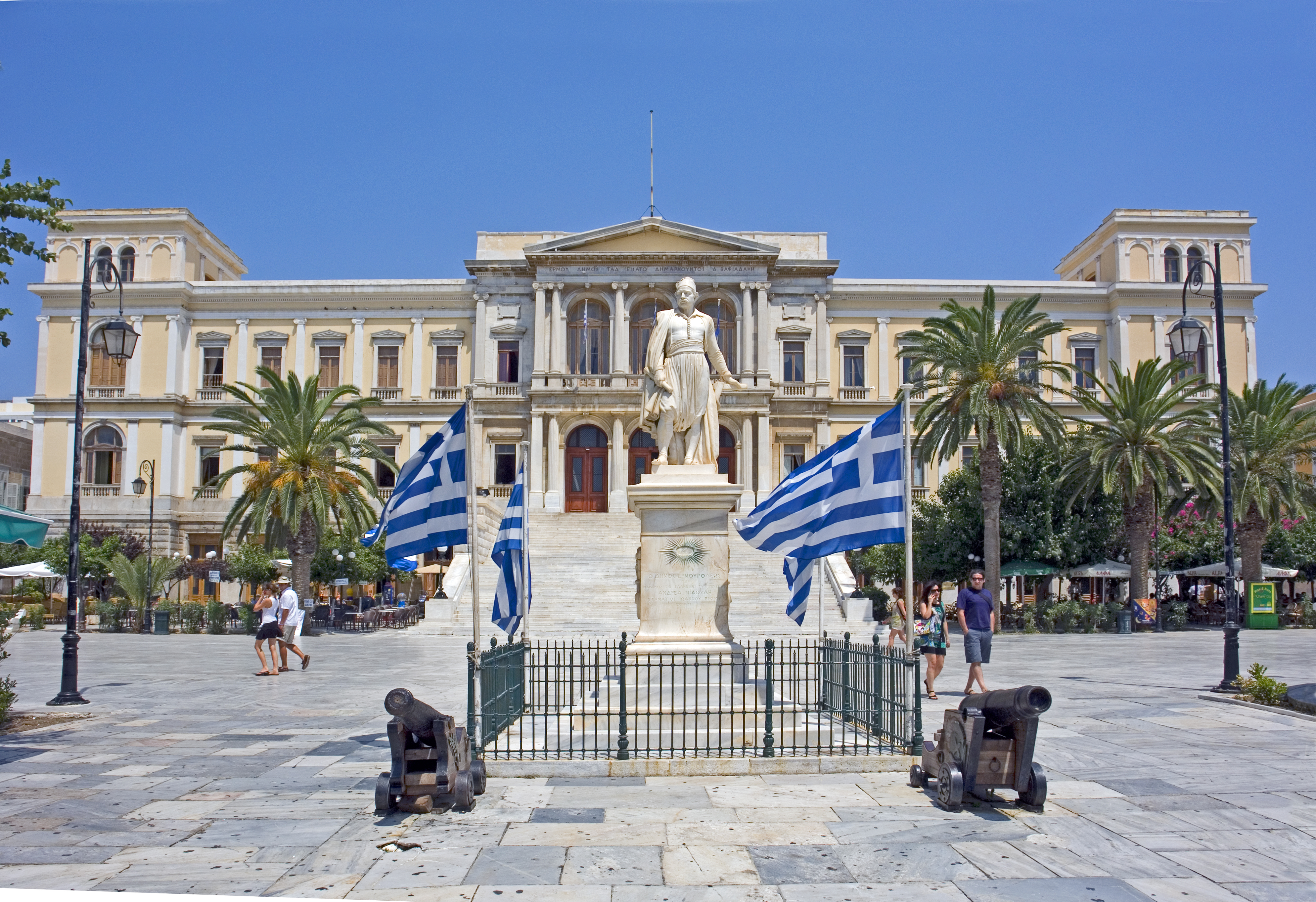
L'hôtel de ville d'Ermoúpoli, dessiné par Ernst Ziller (1898).
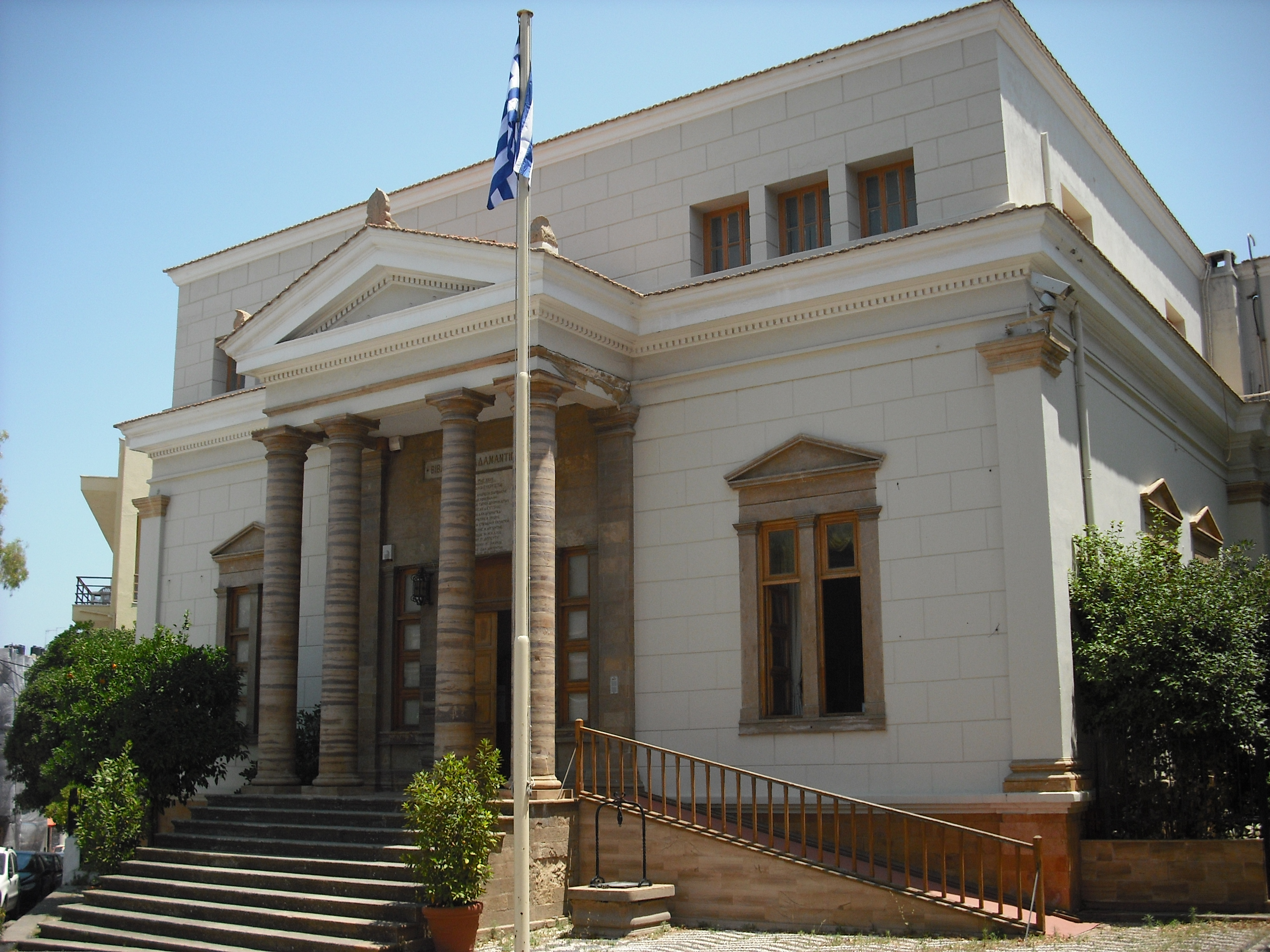
Bibliothèque publique Korais de Chios (1885).
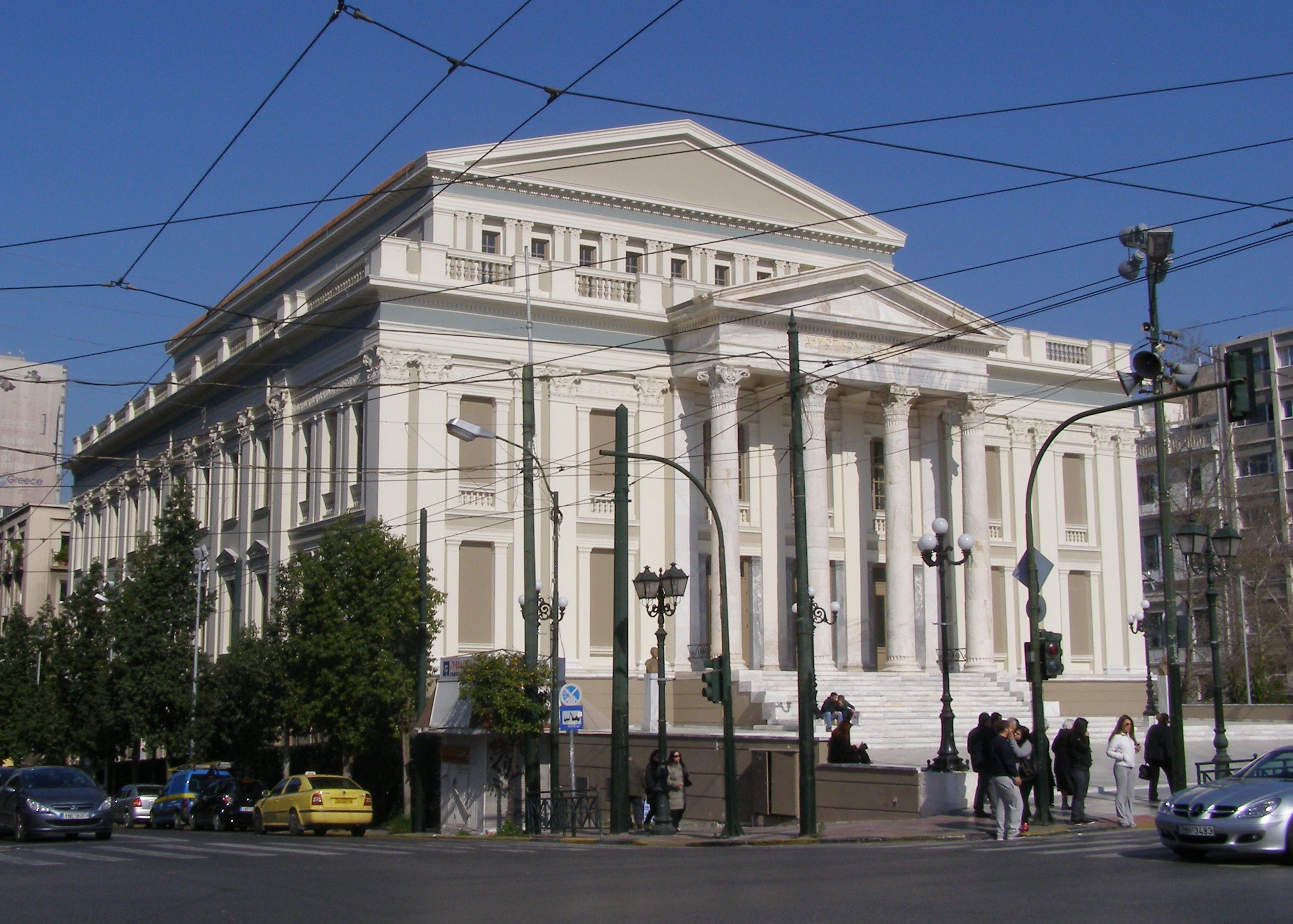
Théâtre municipal du Pirée (1895).
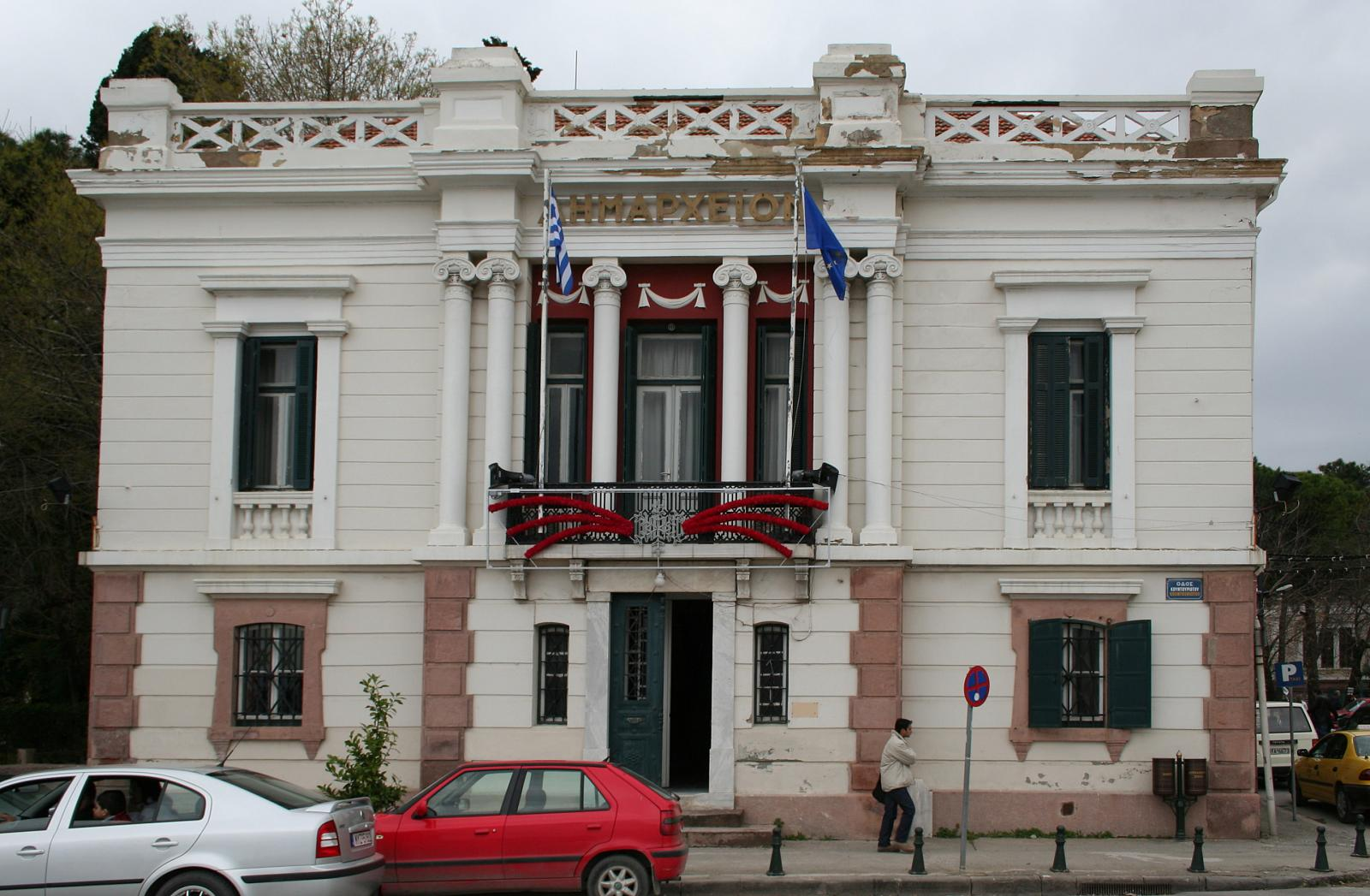
Ancien hôtel de ville de Mytilène (1900).
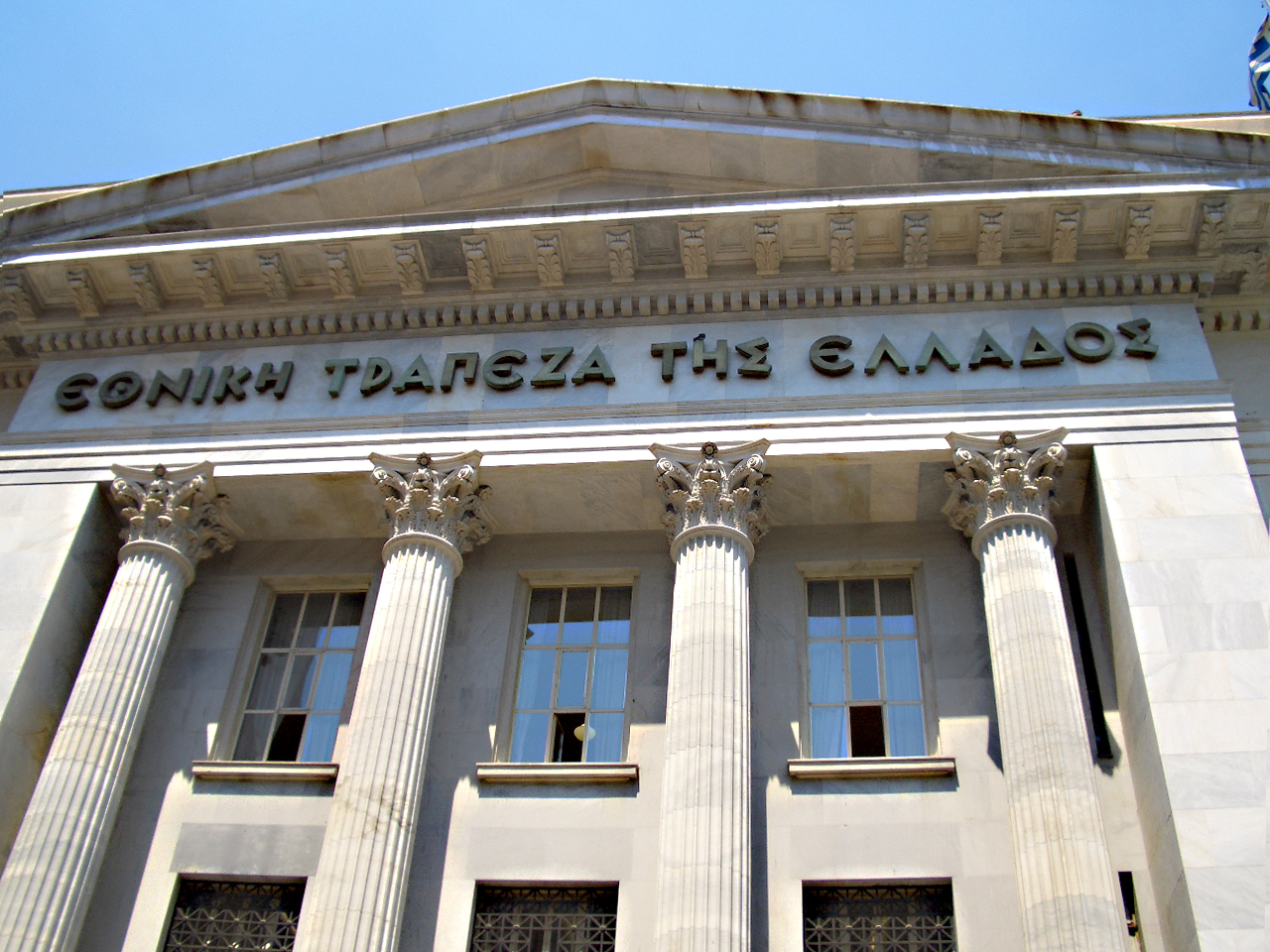
Banque nationale grecque de Thessalonique (1928).